# Steffen Radlmaier
Steffen Radlmaier (geboren 1954 in Nürnberg) ist Feuilletonchef und Musikkritiker der Nürnberger Nachrichten. 

## Leben
Steffen Radlmaier studierte Germanistik, Philosophie, Theaterwissenschaften und Soziologie an der Universität Erlangen. 1998 wurde er Feuilletonchef der Nürnberger Nachrichten. Er hat etliche Bücher veröffentlicht, z. B. Mein Song. Texte zum Soundtrack des Lebens und Die Joel-Story sowie Billy & The Joels. In der Anderen Bibliothek erschien 2001 Der Nürnberger Lernprozess. Von Kriegsverbrechern und Starreportern. Für das Radio-Feature Wäschehändler, Weltbürger und ein Weltstar – Billy Joel und seine Familiengeschichte erhielt Steffen Radlmaier 1997 den 1. RIAS-Radio-Preis. Zusammen mit Siegfried Zelnhefer veröffentlichte er 2014 außerdem Tatort Nürnberg – Auf den Spuren des Nationalsozialismus.

## Schriften (Auswahl)
- Der Nürnberger Lernprozess : von Kriegsverbrechern und Starreportern, zusammengestellt und eingeleitet von Steffen Radlmaier, Frankfurt am Main : Eichborn 2001, ISBN 978-3-8218-4503-6, Reihe Die Andere Bibliothek.
- Das Nürnberg-Lesebuch. ars vivendi verlag, Cadolzburg 2010, ISBN 978-3-927482-88-3.
- Ein Herz für Franken. 66 launige Liebeserklärungen. ars vivendi verlag, Cadolzburg 2013, ISBN 978-3-86913-282-2.
- Tatort Nürnberg. Auf den Spuren des Nationalsozialismus. ars vivendi verlag, Cadolzburg 2014, ISBN 978-3-86913-453-6.
- Billy & The Joels. Der amerikanische Rockstar und seine deutsche Familiengeschichte. ars vivendi verlag, Cadolzburg 2015, ISBN 978-3-86913-586-1.
- Mein Song. Texte zum Soundtrack des Lebens. ars vivendi verlag, Cadolzburg 2017, ISBN 978-3-86913-886-2.